# K'eh
Cette page contient des caractères spéciaux ou non latins. S’ils s’affichent mal (▯, ?, etc.), consultez la page d’aide Unicode.
K'eh, քէ ou քե en arménien ([kʰɛ]), est la 36e lettre de l'alphabet arménien.

## Linguistique
K'eh est utilisé pour représenter le son [kʰ].
Dans la norme ISO 9985, la lettre est translittérée par « k' ».

## Représentation informatique
- Unicode[1] :
  - Capitale Ք : U+0554
  - Minuscule ք : U+0584